# Lucía Rivadeneyra
Lucía Rivadeneyra (Morelia, Michoacán, 26 de agosto de 1957) es una poeta, periodista, profesora y comunicadora mexicana. Por sus poemarios Rescoldos, En cada cicatriz cabe la vida y Robo calificado fue galardonada con el Premio Nacional Poesía Joven Elías Nandino (1987), el Premio Nacional de Poesía Enriqueta Ochoa (1988), y el Premio Nacional de Literatura Efraín Huerta, Tampico (2003), respectivamente. Cuenta también con una maestría en Literatura Mexicana por la Facultad de Filosofía y Letras de la UNAM.

## Trayectoria
Estudió Ciencias de la Comunicación en la Facultad de Ciencias Políticas y Sociales de la UNAM, donde, desde 1981, imparte asignaturas sobre Periodismo y Literatura.
Se ha desempeñado como Secretaria Técnica del Centro de Estudios en Ciencias de la Comunicación (1984-1988) de la UNAM, y como Jefa del Área (1988), Secretaria Académica (1989) y Jefa de la División (1990-1992) de la licenciatura en Ciencias de la Comunicación de Facultad de Ciencias Políticas y Sociales de la UNAM.
Colaboró en los periódicos El Día, El Financiero, El Nacional, El Sol de Morelia, El Universal, así como en la revista FEM y en el sitio Mujeresnet.
Fue apoyada por el Fondo Nacional para la Cultura y las Artes, por conducto del Programa de Fomento a Proyectos y Coinversiones Culturales en 2015.
Rivadeneyra define a la poesía como una forma de contar una historia, pero a través de versos.
Debido a su trayectoria, le dedicaron el Primer Encuentro Nacional de Poetas Jóvenes, realizado en 2013.

## Obra
- Rescoldos  (1987)
- En cada cicatriz cabe la vida (1999)
- Robo calificado (2004)
- De hipocondría y ¡salud! (2006)[8]